# Lobelia aberdarica
Lobelia aberdarica R.E. Fr. & T.C.E. Fr., 1922 è una pianta appartenente alla famiglia delle Campanulacee, diffusa in Kenya e Uganda.

## Etimologia
L'epiteto specifico è un riferimento ai monti Aberdare, luogo in cui furono raccolti i primi campioni.

## Descrizione
È una specie erbacea, con fusto sotterraneo o poco sviluppato, da cui origina una rosetta basale di foglie lanceolate, lunghe 22–40 cm, carnose, pubescenti, di colore verde scuro con nervatura biancastra centrale.
Produce una densa infiorescenza a spiga claviforme, lunga 1-1,5 m, che raggruppa numerosi fiori di colore dal bianco al verde, con una corolla campanuliforme lunga 4-4,5 cm.
Il frutto, del diametro di circa 1,5 cm, contiene numerosi semi falciformi, alati.

## Biologia
Lobelia aberdarica si riproduce per impollinazione ornitogama ad opera di diverse specie di uccelli tra cui la nettarinia di Tacazze (Nectarinia tacazze jacksoni) e la nettarinia malachite (Nectarinia famosa cupreonitens).

## Distribuzione e habitat
La specie è endemica del Kenya e dell'Uganda. La sua presenza è limitata alle zone afromontane di alta quota dei monti Aberdare, Cherangani Hills, monte Kenya e monte Elgon.
I suoi habitat naturali sono le brughiere, le aree circostanti le paludi montane e i bordi delle foreste, ad altitudini comprese tra 2300 e 3300 m.